# شوریاکو
شوریاکو (به ژاپنی: 正暦 Shōryaku)؛ نام یک عصر تاریخی ژاپنی (نِنگُو) بود. این عصر بعد از ایسو و قبل از چوتوکو قرار داشت و از نوامبر ۹۹۰ تا فوریه ۹۹۵ میلادی به طول انجامید. در طی این عصر امپراتور ایچیجو امپراتور ژاپن بود.